# Carlos Riesco Errazuriz
Carlos Riesco Errázuriz (Valparaiso,1846-Santiago, 19 de septiembre de 1919) fue un abogado y político chileno. Diputado suplente entre 1873 a 1879. En el gobierno de Jorge Montt desempeño brevemente la conducción de las carteras de hacienda y justicia.

## Biografía
Fue hijo de Mauricio Riesco Droguett y de Carlota Errázuriz Zañartu. Nació en la ciudad de Valparaiso mientras su padre se desempeñaba como promotor fiscal en los juzgados de la ciudad, propio del menester oficioso de la época. Fue hermano de Jorge Riesco Errazuriz y del expresidente de la república Germán Riesco Errázuriz y, sobrino a través de su madre del también expresidente Federico Errázuriz Zañartu.
Sus estudios los realizó en el Colegio San Ignacio, Santiago, 1862, se recibió de abogado el 21 de abril de 1869 en la Universidad de Chile y se casó el 29 de abril del mismo año con María de la Concepción Ugarte Echenique. Tuvo dos hijas, Elisa y Julia.

## Vida pública
Fue jefe de sección del ministerio del Interior. Luego se incorporó al movimiento bancario y fue jefe del Banco Nacional de Chile y gerente del Banco Domingo Matte.
Fue electo diputado suplente por Lautaro, período 1873-1876; subrogó al diputado propietario, que se incorporó el 3 de junio de 1875. Nuevamente electo diputado suplente, pero por Elqui, en el período 1876-1879. 
Tras la guerra civil, Riesco mantuvo su apoyo al bando congresista, lo cual le significo que la nueva administración lo considerase clave para asumir en el gabinete. Fue nombrado Ministro de Hacienda, durante el régimen del presidente don Jorge Montt, desde el 26 de abril al 7 de diciembre de 1894; y paralelamente fue nombrado Ministro de Justicia e Instrucción Pública Interino el 14 de agosto al 7 de diciembre de 1894.

## Últimos años de vida
Durante los últimos años de su vida fue jefe de empresas o sociedades anónimas, como el Pasaje Matte y la Renta Urbana, y también administrador de bienes.
La muerte prematura de una de sus hijas casadas, Elisa, quien falleció el 16 de septiembre de 1919, lo llevó a la tumba y murió el 19 de septiembre de 1919, tres días después que su hija.